# Brad (Hunedoara)
Brad (in ungherese Brád) è un municipio della Romania di 16 122 abitanti, ubicato nel distretto di Hunedoara, nella regione storica della Transilvania.
Fanno parte dell'area amministrativa anche le località di Mesteacăn, Potingani, Ruda-Brad, Țărățel e Valea Bradului.
Le prime testimonianze della città risalgono al 300 a.C.; Brad è sempre stata un centro di coltivazione di giacimenti d'oro e l'attività estrattiva è tuttora operante.
A celebrazione di questa attività, Brad ospita un Museo dell'oro, uno dei più grandi ed importanti d'Europa.